# Shire of Ravensthorpe
Shire of Ravensthorpe is een lokaal bestuursgebied (LGA) in de regio Goldfields-Esperance in West-Australië.

## Geschiedenis
Het Phillips River Road District werd opgericht op 9 november 1900. Op 1 juni 1961 veranderde de naam van het district in Ravensthorpe Road District en een maand later - ten gevolge de Local Government Act van 1960 - in Shire of Ravensthorpe.

## Beschrijving
Het lokaal bestuursgebied ligt in de regio Goldfields-Esperance, 530 kilometer ten zuidoosten van de West-Australische hoofdstad Perth, en beslaat een oppervlakte van 12.872 km². De belangrijkste economische sectoren zijn de mijnindustrie, landbouw en het toerisme.
Het nationaal park Fitzgerald River maakt deel uit van een door de UNESCO in 1978 uitgeroepen biosfeerreservaat. Het werd in 1997 verlengd en hernoemd.
Shire of Ravensthorpe telde 2.085 inwoners in 2021, tegenover 2.249 inwoners in 2007. De hoofdplaats is Ravensthorpe.

## Plaatsen, dorpen en lokaliteiten
- Ravensthorpe
- Desmond
- nationaal park Fitzgerald River
- Hopetoun
- Jerdacuttup
- Kundip
- Munglinup